# Madonna col Bambino e santi Francesco, Rocco e Sebastiano
La Madonna col Bambino e santi Francesco, Rocco e Sebastiano è un dipinto olio su tela di Fermo Ghisoni da Caravaggio eseguito nel 1550 e collocato nella chiesa dei Santi Fermo e Rustico di Caravaggio.

## Storia
Ghisoni eseguì la pala per l'altare maggiore della chiesa di San Rocco poi distrutta commissionatagli dalla Confraternita di San Rocco. La tela fu per molto tempo considerata un lavoro di Giovan Battista Trotti, assegnazione poi mantenuta anche se mai accertata. Secondo il critisco Francesco Tassi la tela doveva essere un lavoro di Polidoro da Caravaggio che volle eseguire un lavoro per il suo paese d'origine. Fu poi considerato un errore e assegnata al Ghisoni con la collaborazione di altri artisti, anche se la mano dell'artista risulta essere la più significativa sull'opera, mostrando un'ottima maturazione artistica, mostrando quanto di meglio gli aveva dato la vicinanza con Giulio Romano. L'opera risulta inserita nell'inventario dei beni della chiesa del 1788 come pala del primo altare a destra dell'aula.

## Descrizione e stile
Il dipinto presenta una sacra conversazione assemblata in una forma diversa dalla solita raffigurazione orizzontali, si presenta, infatti, molto più dinamica. I personaggi sono posti davanti a un drappo vere che si apre come un sipario, e mostra un cielo carico di tensione temporalesca. La Madonna che regge il Bambino seduto sul grembo, è il fulcro centrale della tela, intorno a Lei girano tutti i personaggi. La donna pone il suo braccio sulle spalle di san Francesco d'Assisi, in una forma che appare molto confidenziale. La Madonna è raffigurata molto attiva nell'opera, la veste che le copre le gambe presenta grande movimento, tiene infatti il piede sinistro sopra alcune pietre che compongono il trono, mentre il piede destro non è raffigurato ma è sicuramente posto sul terreno, facendola diventare un personaggio molto popolare, una donna molto comune. Il Bambino pone invece una ghirlanda di fiori, che è condivisa con la madre, a san Sebastiano posto al suo fianco e che è dipinto in forma molto imponente, riempiendo completamente il lato destro della tela. La sua immagine è bilanciata sul lato sinistro con la figura di san Rocco posto molto in ombra di cui è appena visibile la gamba infetta posta nella parte inferiore dell'opera e resa poco evidente.